# Джорджтаун (Арканзас)
Джорджтаун (англ. Georgetown) — місто (англ. town) в США, в окрузі Вайт штату Арканзас. Населення — 81 особа (2020).

## Географія
Джорджтаун розташований на висоті 62 метра над рівнем моря за координатами 35°7′35″ пн. ш. 91°27′13″ зх. д. / 35.12639° пн. ш. 91.45361° зх. д. (35.126442, -91.453502).  За даними Бюро перепису населення США в 2010 році місто мало площу 0,74 км², уся площа — суходіл.

## Демографія
Згідно з переписом 2010 року, у місті мешкали 124 особи в 50 домогосподарствах у складі 35 родин. Густота населення становила 168 осіб/км².  Було 60 помешкань (81/км²). 
Расовий склад населення:
| - 96,0 % — білих |

До двох чи більше рас належало 3,2 %. Іспаномовні складали 0,8 % від усіх жителів.
За віковим діапазоном населення розподілялося таким чином: 21,0 % — особи молодші 18 років, 55,6 % — особи у віці 18—64 років, 23,4 % — особи у віці 65 років та старші. Медіана віку мешканця становила 47,5 року. На 100 осіб жіночої статі у місті припадало 103,3 чоловіків;  на 100 жінок у віці від 18 років та старших — 104,2 чоловіків також старших 18 років.
Середній дохід на одне домашнє господарство  становив 56 238 доларів США (медіана — 37 500), а середній дохід на одну сім'ю — 64 704 долари (медіана — 60 417). За межею бідності перебувало 13,3 % осіб, у тому числі 30,0 % дітей у віці до 18 років та 6,7 % осіб у віці 65 років та старших.
Цивільне працевлаштоване населення становило 37 осіб. Основні галузі зайнятості: будівництво — 21,6 %, транспорт — 18,9 %, освіта, охорона здоров'я та соціальна допомога — 16,2 %.
За даними перепису населення 2000 року в Джорджтауні мешкало 126 осіб, 33 родини, налічувалося 55 домашніх господарств і 71 житловий будинок. Середня густота населення становила близько 461 осіб на один квадратний кілометр. Расовий склад Джорджтауна за даними перепису розподілився таким чином: 96,83 % білих, 3,17 % — чорних або афроамериканців.
Іспаномовні склали 0,79 % від усіх жителів містечка.
З 55 домашніх господарств в 21,8 % — виховували дітей віком до 18 років, 49,1 % представляли собою подружні пари, які спільно проживали, в 5,5 % сімей жінки проживали без чоловіків, 38,2 % не мали сімей. 34,5 % від загального числа сімей на момент перепису жили самостійно, при цьому 16,4 % склали самотні літні люди у віці 65 років та старше. Середній розмір домашнього господарства склав 2,29 особи, а середній розмір родини — 2,94 особи.
Населення містечка за віковим діапазоном за даними перепису 2000 року розподілилося таким чином: 24,6 % — жителі молодше 18 років, 4,0 % — між 18 і 24 роками, 24,6 % — від 25 до 44 років, 23,8 % — від 45 до 64 років і 23,0 % — у віці 65 років та старше. Середній вік мешканця склав 43 року. На кожні 100 жінок в Джорджтауні припадало 110,0 чоловіків, у віці від 18 років та старше — 97,9 чоловіків також старше 18 років.
Середній дохід на одне домашнє господарство в містечкі склав 12 500 доларів США, а середній дохід на одну сім'ю — 25 357 доларів. При цьому чоловіки мали середній дохід в 22 500 доларів США на рік проти 15 625 доларів середньорічного доходу у жінок. Дохід на душу населення в містечкі склав 8283 долари на рік. Всі родини Джорджтауна мали дохід, що перевищує рівень бідності, 38,0 % від усієї чисельності населення перебувало на момент перепису населення за межею бідності, при цьому з них були молодші 18 років і — у віці 65 років та старше.